# Riccardo Garrone (Schauspieler)
Riccardo Garrone (* 1. Januar 1926 in Rom; † 14. März 2016 in Mailand) war ein italienischer Schauspieler.

## Leben
Garrone, Bruder des Regisseurs Sergio Garrone, begann seine Karriere 1949, als er die Accademia Nazionale d'Arte Drammatica Silvio D'Amico besuchte. Seine schlanke, elegante Erscheinung eignete sich sehr für die zahlreichen von ihm verkörperten Rollen als vornehmer Mann, wobei sein Sinn für Humor auch komödiantische Parts ermöglichte. Bekannte Filme seiner ersten Jahre sind La ragazza con la valigia und La rimpatriata. Auch als Theaterschauspieler aktiv, spielte er jedoch in den 1960er bis 1970er Jahren hauptsächlich in kommerziell ausgerichteten B-Filmen, bis 2010 fast 170 Rollen, darunter auch etliche seit 1964 beginnende Fernseharbeiten für Einzelfilme, Miniserien und Sitcoms. Ab den 1980er Jahren verstärkte er wieder sein Bühnenengagement und arbeitete mit Vittorio Gassman, Dino Verde und Elena Zareschi zusammen.
Mit seiner wohlklingenden, tiefen Stimme betätigte Garrone sich auch als Synchronsprecher. Zudem war er Regisseur zweier Filme. Ein Pseudonym Garrones war Dick Regan. Gelegentliche Fernseharbeiten und Werbespots runden sein Gesamtschaffen ab.

## Filmografie (Auswahl)
- 1949: Adamo ed Eva
- 1953: Die Sieben vom Großen Bären (I sette dell'Orsa maggiore)
- 1955: Die Schwindler (Il bidone)
- 1957: Väter und Söhne (Padri e figli)
- 1958: Der Windhund von Venedig (Venezia, la luna e tu)
- 1959: Aufstand der Legionen (Salambò)
- 1959: Diebe sind auch Menschen (Audace colpo dei soliti ignoti)
- 1959: Liebe als Alibi (Nel blu dipinto di blu)
- 1959: Tschau, tschau, Bambina (Ciao, ciao bambina)
- 1960: Sappho, Venus von Lesbos (Saffo, Venere di Lesbo)
- 1960: Das süße Leben (La Dolce Vita)
- 1961: Agent 0-1-7 auf heißer Spur (Caccia all'uomo)
- 1961: Degenduell (Lo spadaccino di Siena)
- 1961: Das Mädchen mit dem leichten Gepäck (La ragazza con la valigia)
- 1961: Tag für Tag Verzweiflung (Giorno per giorno disperamente)
- 1962: Eva
- 1962: Pontius Pilatus – der Statthalter des Grauens (Ponzio Pilato)
- 1963: Marschier oder krepier (Marcia o crepa)
- 1963: Das Mädchen La Pupa (La Pupa)
- 1964: Frivole Spiele (Se permettete parliamo di donne)
- 1964: Der gelbe Rolls-Royce (The Yellow Rolls-Royce)
- 1965: 5 tombe per un medium
- 1965: Einmal zu wenig, einmal zu viel (I complessi)
- 1965: Herr Major, zwei Flaschen melden sich zur Stelle (I due sergenti del generale Custer)
- 1966: Für Dollars ins Jenseits (Deguejo)
- 1967: Andere beten – Django schießt (Se vuoi vivere… spara!)
- 1967: Bang Bang Kid
- 1967: Drei Bissen vom Apfel (Three Bites of the Apple)
- 1968: Zucker für den Mörder (Un killer per sua Maestà)
- 1968: Zwei Nummern zu groß (Un dollaro per 7 vigliacchi)
- 1969: Blonde Köder für den Mörder
- 1969: Django und Sartana, die tödlichen Zwei (Una lunga fila di croci)
- 1969: Zorros Rache (El Zorro justiciero)
- 1972: Beichtet Freunde, Halleluja kommt (Il West ti va stretto, amico… è arrivato Alleluja)
- 1972: Bete, Amigo! (Che c'entriamo noi con la rivoluzione?)
- 1972: Tedeum – Jeder Hieb ein Prankenschlag (Tedeum)
- 1973: Hilfe, ich bin Spitz…e! (Rugantino)
- 1973: Wehe, wenn die Lust uns packt (La bella Antonia prima monica e poi dimonica)
- 1974: Dicke Luft in Sacramento (Di Tresette ce n'è uno, tutti gli altri son nessuno)
- 1974: Wer macht was mit wem, und warum nicht mit mir? (Maria Rosa la guardona)
- 1976: Politess im Sitten-Stress (La poliziotta fa carriera)
- 1977: Die Gewalt bin ich (Il cinico, l'infame, il violento)
- 1984: Ein bißchen verliebt (Amarsi un po')
- 1991: Paprika – Ein Leben für die Liebe (Paprika)
- 1993: Der Killer Kodex (Killer Rules) (Fernsehfilm)
- 1998: La cena
- 1998: Un medico in famiglia (Fernsehserie, 2 Staffeln)
- 2010: La città invisibile